# Ravenala agatheae
Espèce
Statut de conservation UICN

LC : Préoccupation mineure
Ravenala agatheae est une espèce de plantes monocotylédones de la famille des Strelitziaceae, endémique de Madagascar.
Cette espèce, nouvellement décrite en 2021, fait partie d'une série de 5 nouvelles espèces (avec Ravenala hladikorum, Ravenala blancii, Ravenala grandis, Ravenala menahirana) distinguées sur la base de caractères morphologiques stables de l'unique espèce reconnue jusqu'alors dans le genre Ravenala, l'arbre du voyageur (Ravenala madagascariensis).
Ravenala agatheae est semblable à Ravenala madagascariensis mais s'en distingue par plusieurs caractères morphologiques.
Les feuilles présentent des limbes vert foncé plus étroits, avec des pétioles tricolores,  très cireux,  avec les bords desséchés de la gaine pétiolaire très développés. Les bractées sont plus longues,  avec une bande violette sur le bord des bractées. Les fleurs ont un périanthe blanchâtre, des taches brunes à maturité sur les pétales soudés, et le pétale libre beaucoup plus court que les pétales soudés, un stigmate ovoïde pointu. La période de floraison se situe en fin d'année.
L'espèce se distingue aussi par son aire de répartition restreinte au Nord-Ouest de Madagascar. Elle est cultivée à Nosy Be.
L'épithète spécifique, « agatheae », est un hommage à Agathe Haevermans, illustratrice botanique au Muséum national d'histoire naturelle, qui a contribué à la découverte de cette espèce sur le terrain.